# Trichorhina pearsei
Trichorhina pearsei là một loài chân đều trong họ Platyarthridae. Loài này được Creaser miêu tả khoa học năm 1938.